# Quinton Upshur
Quinton Upshur (Norfolk, 16 giugno 1993) è un ex cestista statunitense.

## Palmarès
- Campionato svedese: 1

BC Luleå: 2016-17